# Église Notre-Dame de Cazalrenoux
L'église Notre-Dame de Cazalrenoux est une église située à Cazalrenoux, dans le département français de l'Aude en région Occitanie.

## Localisation
L'église est située sur la commune de Cazalrenoux, dans le département français de l'Aude.

## Historique
L'ensemble de l'église, à l'exception des chapelles latérales et sacristies ont été inscrits au titre des monuments historiques en 1948.